# تور جهانی حالا صحبت کن
تور جهانی حالا صحبت کن (به انگلیسی: Speak Now World Tour) دومین تور کنسرت توسط تیلور سوئیفت، خواننده و ترانه‌سرا آمریکایی است. تور در حمایت از سومین آلبوم استودیوی‌اش حالا صحبت کن (۲۰۱۰) است.